# Edvard Moser
Edvard Ingjald Moser (* 27. dubna 1962 Ålesund) je norský neurovědec a psycholog, spoluředitel Kavliho institutu pro systémovou neurovědu a Centra pro neurální komputaci na Norské univerzitě vědy a technologie (NTNU) v Trondheimu. K roku 2014 také působil jako hostující výzkumný pracovník v Institutu Maxe Plancka pro neurobiologii u Mnichova.
Spolu s manželkou May-Britt Moserovou se stal průkopníkem ve výzkumu mozkových mechanismů zodpovědných za určování polohy a orientaci v prostoru. V roce 1996 byli oba na NTNU jmenováni docenty v oborech psychologie a neurověda, méně než jeden rok od obhájení disertační práce a zisku titulu Ph.D.
Roku 2002 založili Centrum pro biologii paměti, které se o pět později stalo součástí nově vzniklého Kavliho institutu. Roku 2014 manželé Moserovi obdrželi Nobelovu cenu za fyziologii nebo lékařství za objev mřížkových neuronů (grid cells). Rozdělili si tak poloviční podíl, když druhá půlka připadla americkému neurovědci Johnu O'Keefovi. Všichni laureáti významně přispěli k pochopení systémů, které jsou v mozku zodpovědné za určování polohy.
V roce 2014 se stal zahraničním spolupracovníkem americké Národní akademie věd.

## Osobní život
Narodil se roku 1962 v Ålesundu. Rodiče přišli do Norska v 50. letech z Německa. Matka pocházela z Essenu a otec z Kronbergu im Taunus. Rodina nejdříve žila v Haramsøye, kde otec pracoval jako stavitel varhan. Následně se přestěhovala do Hareidu a poté do Ålesundu.

## Vzdělání a kariéra
V roce 1990 absolvoval psychologii na osloské univerzitě. Na stejné vysoké škole pokračoval v postgraduálním studiu neurofyziologie, které zakončil v prosinci 1995 obhajobou práce Potenciální změny oblastí v gyrus dentatus během prostorového učení u potkana (Ph.D.) Studoval také matematiku a statistiku. Na začátku vědecké dráhy pracoval pod vedením profesora Pera Andersena. 

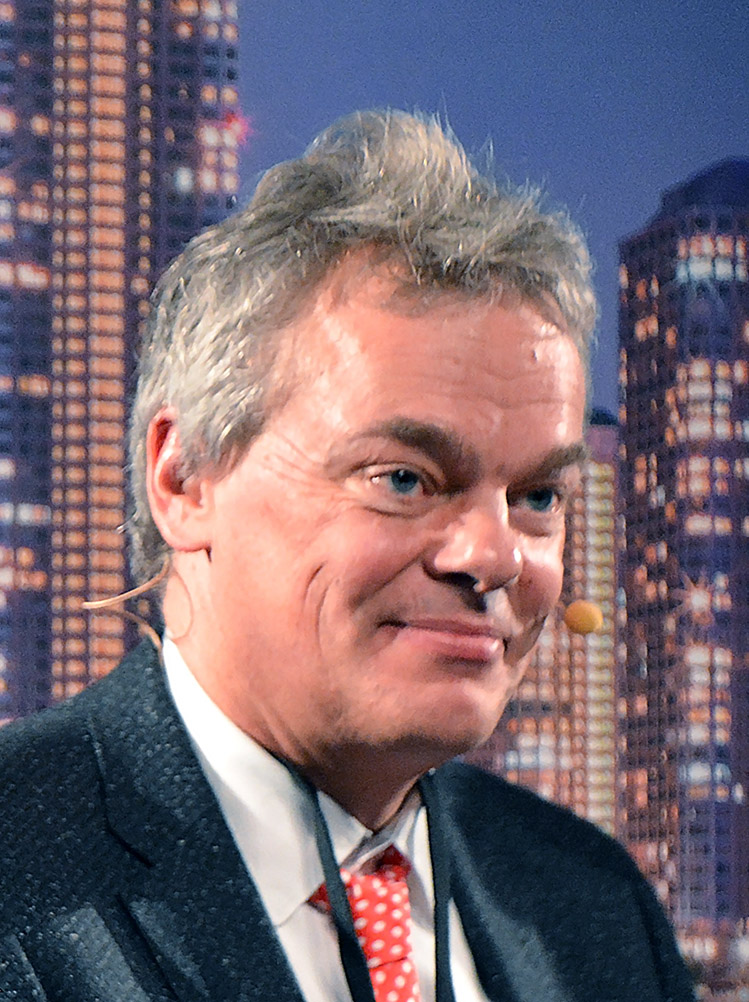
Edvard Moser, 2015

Mezi lety 1994–1996 strávil postdoktorální pobyt s Richardem Morrisem v Centru neurověd edinburské univerzity. Následně se stal hostujícím postdoktorálním asistentem v laboratoři Johna O'Keefea na londýnské University College.
V roce 1996 se vrátil do Norska, kde byl na Norské univerzitě vědy a technologie (NTNU) v Trondheimu jmenován docentem pro obor biologická psychologie. Roku 1998 se stal řádným profesorem v neurovědách na téže univerzitě. V roce 2002 byl zakládajícím spoluředitelem Centra pro biologii paměti při NTNU a o pět let později vznikl Kavliho institut pro systémovou neurovědu. V roce 2014 s manželkou May-Britt Moserovou obdržel Nobelovu cenu za fyziologii nebo lékařství, když objevili mřížkové neurony (česky také mřížové neurony či buňky trojúhelníkovitých mřížových vzorů, angl. grid cells), v mozku odpovědné za určování polohy, a mající vztah k orientaci v prostoru. Rozdělili si tak poloviční podíl, když druhá půlka připadla americkému neurovědci a spolulaureátovi Johnu O'Keefovi.
Řadí se ke členům Královské norské společnosti věd a písemnictví, Norské akademie věd a písemnictví a Norské akademie technologických věd.

## Ocenění
Všechny ceny obdržel společně s May-Britt Moserovou.

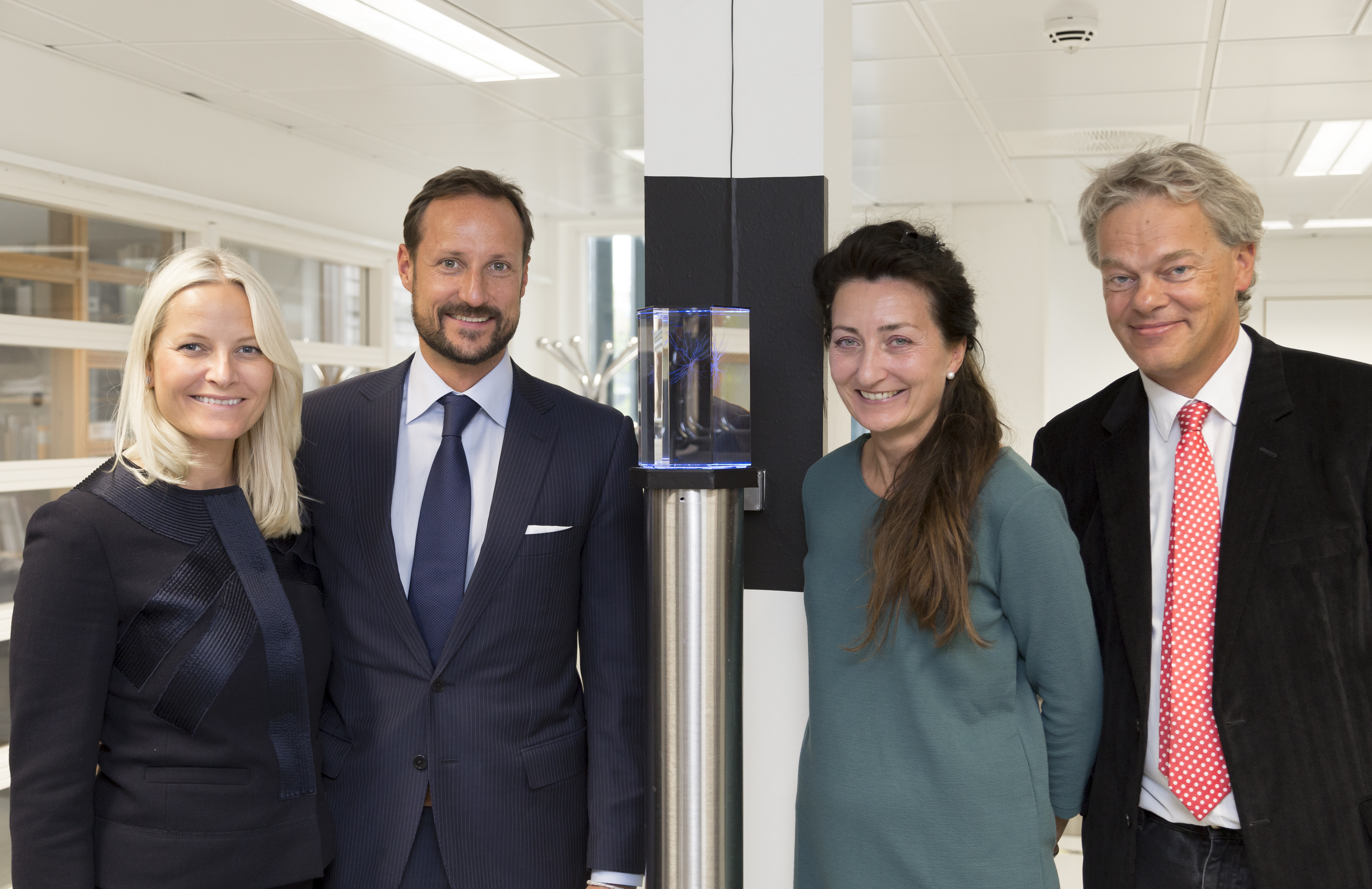
V Kavliho institutu s manželkou May-Britt Moserovou (druhá zprava) a norským korunním princem Haakonem a jeho manželkou, korunní pinceznou Mette-Marit Norskou (vlevo), 2014

- 1999: Cena pro mladé vědce, Královská norská společnost věd a písemnictví
- 2005: Cena W. Aldena Spencera; 28. ročník, Columbia University
- 2006: Cena Betty a Davida Koetserových za výzkum mozku; 14. ročník, Curyšská univerzita
- 2006: Prix „Liliane Bettencourt pour les Sciences du Vivant“; 10. ročník, 2006, Bettencourtova nadace, Paříž
- 2008: Velká skandinávská cena Erica K. Fernströma; Fernströmova nadace, 30. ročník, Lundská univerzita
- 2011: Cena Louise Jeanteta za medicínu, nadace Louise Jeanteta, Švýcarsko
- 2011: Cena Anderse Jahreho za lékařský výzkum[13]
- 2012: Perl-UNC Neuroscience Prize; 13. ročník[14]
- 2013: Cena Louisy Grossové Horwitzové (s Johnem O'Keefem) [15]
- 2014: Cena Karla Spencera Lashleyho[16]
- 2014: Körberova evropská vědecká cena; Körberova nadace, Hamburk
- 2014: Nobelova cena za fyziologii nebo lékařství (s Johnem O'Keefem)[9]

## Výběr publikační činnosti
- Moser, E.I., Mathiesen, I. & Andersen, P. (1993). Association between brain temperature and dentate field potentials in exploring and swimming rats. Science, 259, 1324-1326].
- Brun, V.H., Otnæss, M.K., Molden, S., Steffenach, H.-A., Witter, M.P., Moser, M.-B., Moser, E.I. (2002). Place cells and place representation maintained by direct entorhinal-hippocampal circuitry. Science, 296, 2089-2284.
- Fyhn, M., Molden, S., Witter, M.P., Moser, E.I. and Moser, M.-B. (2004). Spatial representation in the entorhinal cortex. Science, 305, 1258-1264.
- Leutgeb, S., Leutgeb, J.K., Treves, A., Moser, M.-B. and Moser, E.I. (2004). Distinct ensemble codes in hippocampal areas CA3 and CA1. Science, 305, 1295-1298.
- Leutgeb, S., Leutgeb, J.K., Barnes, C.A., Moser, E.I., McNaughton, B.L., and Moser, M.-B (2005). Independent codes for spatial and episodic memory in the hippocampus. Science, 309, 619-623.